# Westphalia (Missouri)
Westphalia és una població dels Estats Units a l'estat de Missouri. Segons el cens del 2000 tenia 320 habitants.

## Demografia
Segons el cens del 2000, Westphalia tenia 320 habitants, 137 habitatges, i 84 famílies. La densitat de població era de 242,3 habitants per km².
Dels 137 habitatges en un 30,7% hi vivien nens de menys de 18 anys, en un 47,4% hi vivien parelles casades, en un 12,4% dones solteres, i en un 38% no eren unitats familiars. En el 35% dels habitatges hi vivien persones soles el 18,2% de les quals corresponia a persones de 65 anys o més que vivien soles. El nombre mitjà de persones vivint en cada habitatge era de 2,34 i el nombre mitjà de persones que vivien en cada família era de 3,02.
Per edats la població es repartia de la següent manera: un 25,9% tenia menys de 18 anys, un 7,5% entre 18 i 24, un 25,6% entre 25 i 44, un 18,4% de 45 a 60 i un 22,5% 65 anys o més.
L'edat mediana era de 39 anys. Per cada 100 dones de 18 o més anys hi havia 82,3 homes.
La renda mediana per habitatge era de 35.833 $ i la renda mediana per família de 47.500 $. Els homes tenien una renda mediana de 35.568 $ mentre que les dones 22.500 $. La renda per capita de la població era de 18.496 $. Entorn de l'1,3% de les famílies i el 6,2% de la població estaven per davall del llindar de pobresa.

## Poblacions més properes
El següent diagrama mostra les poblacions més properes.